# زیباسر
زیباسر (نام علمی: Callicephalus) نام یک سرده از تیره کاسنیان است.